# Noam Shuster-Eliassi
Noam Shuster-Eliassi (en hébreu : נועם שוסטר אליאסי, en arabe : نعمة شوستر-إلياسي ), née en 1987, est une humoriste et une militante israélienne. Elle se produit en hébreu, en arabe et en anglais.

## Biographie
Shuster-Eliassi est née en 1987 à Jérusalem d'une mère juive d'origine iranienne et d'un père né à Jérusalem dont les parents [ses grands-parents paternels] étaient des survivants de la Shoah originaires de Roumanie,. Durant une partie de son enfance et adolescence, elle grandit à Neve Shalom - Wahat as Salam (l'Oasis de paix), une communauté proche de Jérusalem où Juifs et Palestiniens vivent ensemble par choix. « Mes parents s’y sont installés immédiatement après les accords de paix d’Oslo de 1993 », explique-t-elle. Dans cette communauté, elle acquiert aussi une maîtrise de la langue arabe.
Shuster-Eliassi participe au Sherut Leumi (en), une alternative israëlienne au service national militaire. Puis elle étudie la comédie à la New York Film Academy pendant un an. Elle interprète en 2006 un rôle dans un court-métrage, The Substitute de Talya Lavie, avant d'entrer à l'université Brandeis avec une bourse. Elle se rend ensuite au Rwanda dans un cadre humanitaire.
Elle est membre un moment d'Interpeace (en), une organisation fondée par les Nations unies, alors qu'elle a une vingtaine d'années, puis opte pour une carrière d'humoriste, utilisant le rire pour déstabiliser les a-priori. « J’étais incapable de mesurer l’impact de mon travail. Je ne savais pas ce que je faisais… », explique-t-elle, précisant encore : « Depuis, j’ai laissé tomber les analyses rationnelles. Je cherche à désorienter les gens et ça marche bien mieux ».
Un moment important de son parcours est sa prestation en 2018 au festival 1001 Laughs Palestine Comedy, fondé quelques années plus tôt par l'humoriste américano-palestinien Amer Zahr (en), et présenté sur une scène de Jérusalem-Est. Elle est la première Israélienne juive à s'y produire et son nom ne figure alors même pas dans les spectacles annoncées. Elle brise la glace en s'adressant à deux spectateurs qui semblaient réticents : « Ne vous inquiétez pas », leur dit-elle, « je ne suis là que pour sept minutes, pas pour 70 ans », faisant allusion à l'occupation par Israël de la ville. « J'ai pleuré après coup », dit-elle à propos de son passage sur cette scène, « les rires et l'accueil que j'ai reçus étaient extraordinaires ».
En 2018 toujours, elle est désignée «Meilleure nouvelle comédienne juive de l'année» dans un concours parrainé par JW3 (en). En 2019, une de ses vidéos sur l’antenne en arabe d’i24NEWS surprend le monde arabe : elle s'y propose pour épousailles au jeune prince héritier du royaume saoudien, Mohammed Ben Salman, encore appelé MBS. En janvier 2022, une autre de ses vidéos interpelle à nouveau le monde arabe : elle se moque dans une chanson des relations nouées entre Israël et « les Arabes qui ont des millions », les Émirats arabes unis, et qui « oublient la Palestine ». Elle se présente comme Haifa Wannabe, pastiche du nom d'une chanteuse libanaise, Haifa Wehbe, et annonce : « C’est vraiment important pour moi d’envoyer un message d’amour et de paix à tous les Arabes. Surtout s’ils habitent à plus de 4 000 kilomètres d’ici ». Et de chanter un texte en arabe indiquant par exemple : « Il y a une lumière au bout du tunnel/Si tous les Arabes sont comme ceux de Dubaï, Dubaï, Dubaï ».
Elle travaille aux États-Unis un one-woman show qu'elle envisage de jouer dans diverses universités et salles de spectacles américaines. Cependant, avec l'apparition de la pandémie de Covid-19 qui se traduit par une vague d'annulations de tous les spectacles, elle décide de revenir en Israël. Mais elle contracte le virus et doit séjourner quelque temps dans un hébergement d'isolement, un « hotel Corona », à Jérusalem,.
Elle a fait l'objet d'un court métrage documentaire Reckoning with Laughter, réalisé par Amber Fares (en) et produit par Al Jazeera et d'un long métrage, Coexistence, My Ass!, un film américano-français de 2025 réalisé par Amber Fares,.